# Djely Karifa
 (octobre 2021).
Djely Karifa, de son vrai nom Djely Karifa Samoura, né à Dabola, est un militant des droits humains guinéen.
Il a été secrétaire général guinéen de la CAPSDH, président de l'Académie Africaine de la Paix ACAP basée à Alger et également de la coordination des ONG Africaines des Droits de l'Homme à Genève.